# Carassius carassius
Carassius carassius là một loài cá thuộc chi Cá giếc, họ Cá chép. Đây là một loài cá châu Âu, và phạm vi rộng kéo dài từ Anh tới Nga, nó được tìm thấy như xa về phía bắc vòng Bắc cực trong các quốc gia Scandinavia, và các chi phía Nam theo quy định của miền trung Pháp và Biển Đen. Môi trường sống của nó là trong các hồ, ao, và sông di chuyển chậm. Nó đã được thành lập là cá có nguồn gốc Anh và không được du nhập.
Loài cá này có chiều dài cơ thể thường là 15 cm và hiếm khi vượt quá trọng lượng hơn 1,5 kg. Nhưng tối đa tổng chiều dài 64,0 cm được báo cáo cho con đực, và trọng lượng nặng nhất được công bố nặng 3 kg.
Chúng được mô tả là có một cơ thể "màu sáng màu xanh lá cây vàng", nhưng một nguồn chính xác hơn cho rằng con non có màu đồng vàng nhưng tối hơn ở con trưởng thành, cho đến khi chúng đạt được một màu xanh đậm trở lại, sâu hai bên sườn phía trên bằng đồng và vàng trên hai bên sườn và bụng dưới, và đỏ  hoặc vây màu da cam, dù có các biến thể màu. Một đặc điểm phân biệt là một vây lồi tròn, như trái ngược với cá vàng (hay C. gibelio) lai có vây lõm.

## Hình ảnh

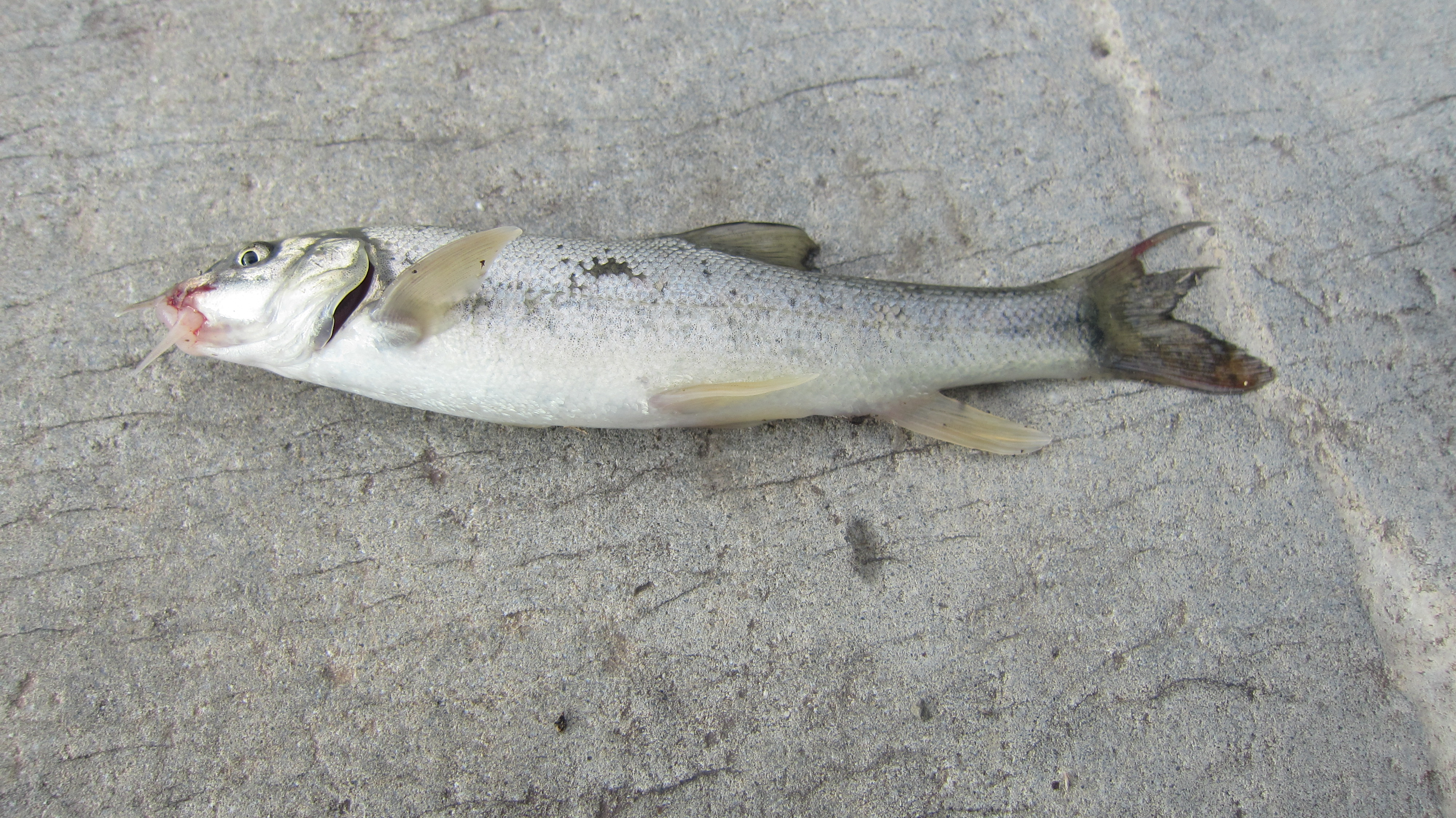
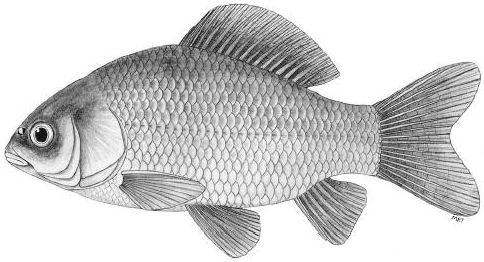
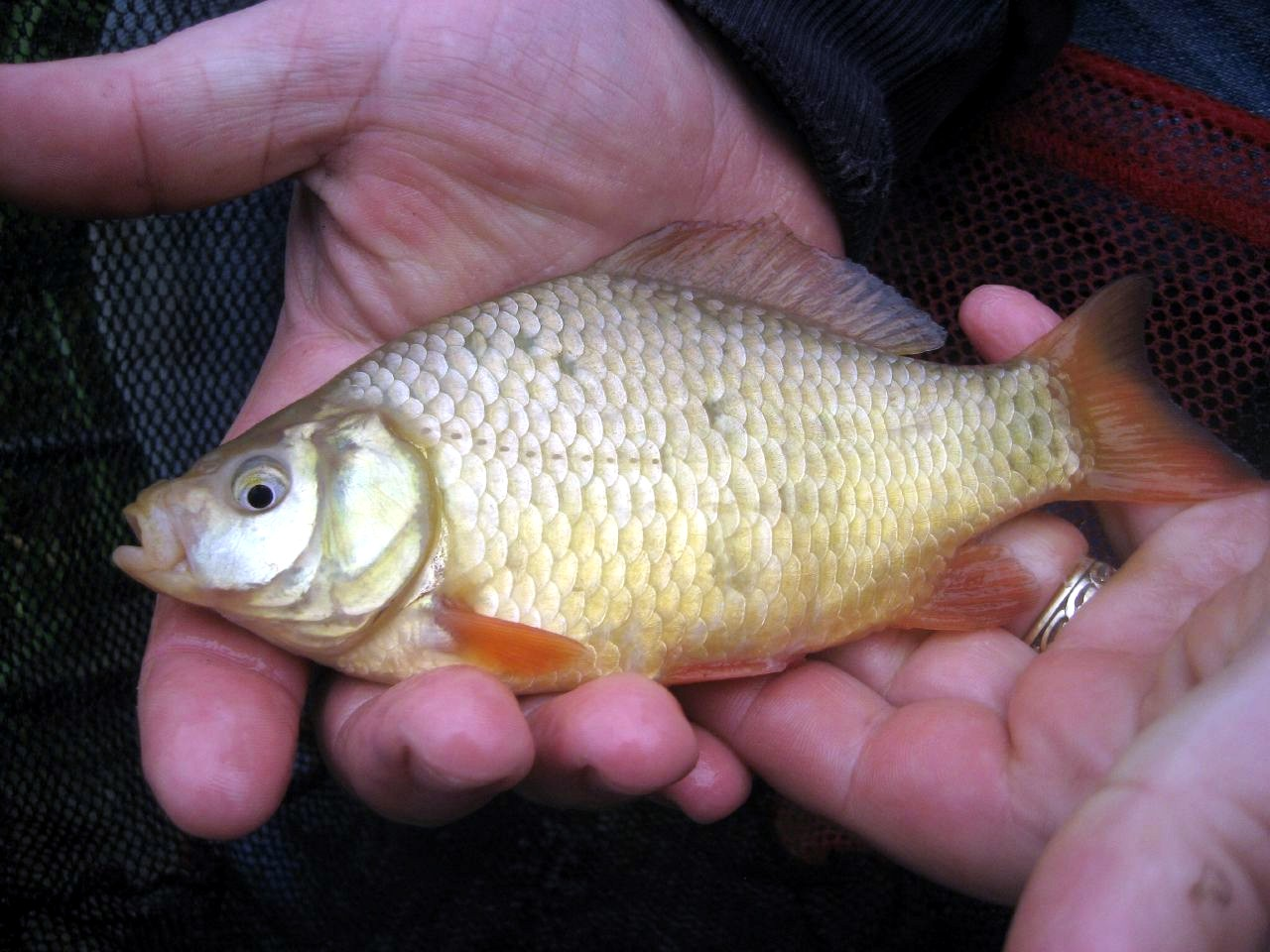
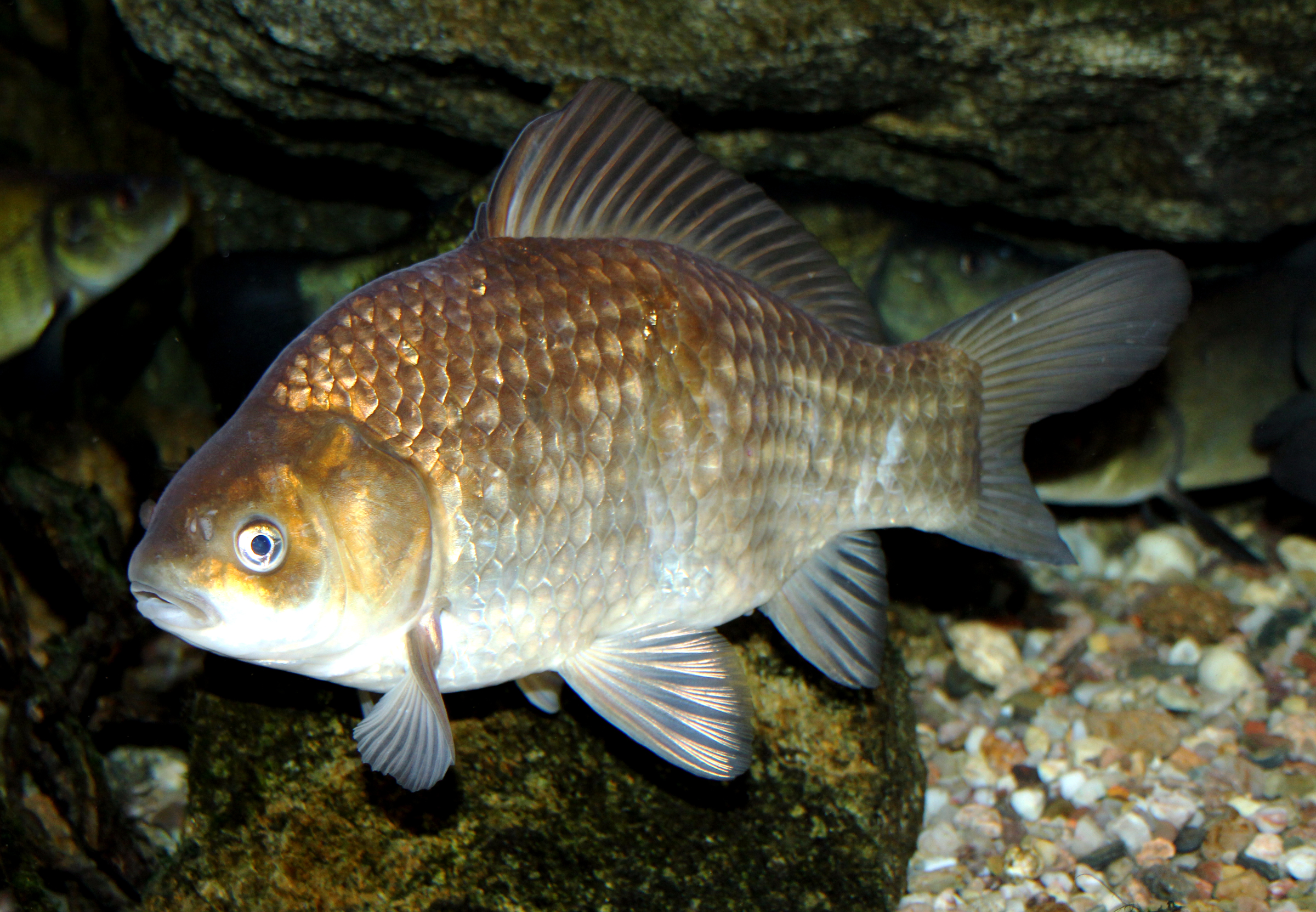